# Санько, Иван Фёдорович
Санько Иван Фёдорович (8 сентября 1950 — 3 апреля 2005) — российский военно-морской деятель, контр-адмирал.

## Биография
С детства мечтал быть военным лётчиком. По окончании средней школы подал документы в Армавирское высшее военное авиационное училище лётчиков, но так как там ему было отказано из-за высокого роста, поступил в Калининградское высшее военно-морское училище, которое окончил в 1973 году.
После окончания училища направлен на Северный флот в город Североморск. Офицерскую службу начал с командира батареи ракетно-артиллерийской боевой части большого противолодочного корабля «Достойный». Далее последовательно занимал должности командира дивизиона, командира ракетно-артиллерийской боевой части, старшего помощника командира, командира крейсера «Александр Невский».
Прослужил на Северном флоте более 20 лет, от лейтенанта до контр-адмирала.
С 1992 по 1995 года командовал тяжёлым авианесущим крейсером «Адмирал Флота Советского Союза Кузнецов».
Впоследствии в должности начальника штаба стоял у истоков зарождения и развития современной военно-морской базы в Новороссийске.
Ушел из жизни 3 апреля 2005 г., на 55-м году жизни.

## Память
Новороссийск, 13-й микрорайон. На доме № 167, где он проживал в последние годы, в память о нём установлена памятная доска.
Станица Каневская, Краснодарский край. В средней школе № 4 открыта музейная экспозиция и памятная доска в честь бывшего ученика школы, а впоследствии командира тяжелого авианесущего крейсера «Адмирал Кузнецов» и первого начальника штаба Новороссийской военно-морской базы контр-адмирала Ивана Федоровича Санько.